# Кумырсинка
Кумырсинка (тат. Кумырса) — река в Татарстане и Удмуртии, левый приток реки Бима (бассейн Ижа).
Длина реки 16 км, площадь водосборного бассейна — 71,4 км². Протекает по слабозаселённой местности на Сарапульской возвышенности. Исток в 2,5 км к западу от малого села Новая Чекалда в Агрызском районе Татарстана. Течёт на восток, в средней части протекает по южной оконечности Киясовского района Удмуртии мимо деревни Кумырса (других населённых пунктов в бассейне реки нет). В низовьях вновь течёт в границах Татарстана и впадает в левобережную протоку в пойме Бимы в 1,5 км к северу (ниже по течению) от села Исенбаево.
Основной приток — Малая Кумырсинка (длина 7,1 км), впадает слева у деревни Кумырса.
В устьевой части реку пересекает автодорога Исенбаево — Кадыбаш.

## Гидрология
Река со смешанным питанием, преимущественно снеговым. Замерзает в начале ноября, половодье обычно в первой декаде апреля. Средний расход воды в межень у устья — 0,035 м³/с.
Густота речной сети территории бассейна 0,7 км/км², лесистость 15 %. Годовой сток в бассейне 105 мм, из них 91 мм приходится на весеннее половодье. Общая минерализация от 200 мг/л в половодье до 500 мг/л в межень.

## Данные водного реестра
По данным государственного водного реестра России относится к Камскому бассейновому округу, водохозяйственный участок реки — Иж от истока и до устья, речной подбассейн реки — бассейны притоков Камы до впадения Белой. Речной бассейн реки — Кама.
Код объекта в государственном водном реестре — 10010101212111100027453.